# Вајолет Вегнер
Вајолет Вегнер (Лондон, 26. јануар 1887 — Монте Карло, 17. октобар 1960), пуно име Вајолет Емили Вегнер, грофица од Уса, принцеза Љубица од Црне Горе, је била британска певачица, плесачица и глумица, и супруга црногорског принца Петра Н. Петровића Његоша.

## Биографија
Рођена је 1887, као ћерка полицајца Скотланд јарда, Вилијема Теодора Вегнера (рођ. 1857) и Арабеле Елизе Дарби (1859−1939), која је живела у Тулза Хилу, делу Лондона. Била је певачица која је од петнаесте године наступала по музичким халама широм Европе, и била позната по надимку „Идол Берлина”. 1912. године се удала за италијанског грофа Серђа Франческа Енрика Марије Брунета од Уса. Судбина грофа и његовог оца је непозната, могуће да је отац настрадао у току Октобарске револуције, а син покушавајући да открије шта му се десило. Док је путовала по Европи Вајолет је 1918. упознала принца Петра, најмлађег сина избеглог краља Николе I Петровића Његоша. Још увек је била удата за Серђа. Петар је претио оцу да ће открити тајне о предаји Ловћена уколико не пристане на његов брак са певачицом. Петар и Вајолет су се венчали 1924. у Паризу. Живели су углавном у Монте Карлу, где су били чести посетиоци коцкарница. Вајолет је након удаје напустила каријеру певачице, али она и њен супруг су једини чланови племства који су послали погребни венац на сахрану глумице Лили Лангтри. Принц Петар је умро 1932. године у 42-ој години у санаторијуму у Мерану. Њихова љубавна прича помиње се у књизи "Заљубљени краљ" Теа Аронсона.